# Двірці (Шептицький район)
Дві́рці — село в Україні, у Шептицькому районі Львівської області. Населення становить 906 особи.

## Історія
За переданням, саме тут знаходився монастир, ігуменом якого був Петро Ратенський, майбутній митрополит Київський і всієї Русі. У монастирі в 1556 р. розпочали написання Пересопницького Євангелія  — перший переклад Святого письма «простою» народною мовою Село детально описане в королівській люстрації 1565 р.

## Сучасність
В селі є церква, школа, клуб, бар, декілька магазинів. На північ від села розташований Двірцівський ботанічний заказник. 
Багаторічним директором школи була Лех Любов Іванівна, станом на 2014 р. директором є Білецький Юрій Іванович.

## Населення

### Мова
Розподіл населення за рідною мовою за даними перепису 2001 року:
| Мова       | Кількість | Відсоток |
| ---------- | --------- | -------- |
| українська | 970       | 99.59%   |
| російська  | 4         | 0.41%    |
| Усього     | 974       | 100%     |